# Vestel
Vestel (Officielt navn: Vestel Elektronik Sanayi Ve Ticaret A.Ş.) er en tyrkisk elektronikkoncern. Den består af 18 datterselskaber indenfor elektronik, hårde hvidevarer og informationsteknologi. Vestel's hovedkvarter og produktion er i Manisa, mens virksomhedens moderselskab er Zorlu Holding i Istanbul.
 I 2008 var Vestel Europas største tv-producent med over 8 mio. solgte apparater i Europa. Vestel driver det danske datterselskab Vestfrost. 
Vestel sælger en del tv-apparater under licenserede brands som Toshiba, Hitachi, Polaroid, JVC, Bush, Alba. Virksomhedens egne brands omfatter Vestel, Vestfrost, Luxor, Finlux, Westwood, Windsor, Atlantic, Agora, Celcus og Electra.
Virksomheden blev oprindeligt etableret i 1984 og i 1994 blev den en del af Zorlu Group.